# Сімейний портрет (Кей)
«Сімейний портрет» (ісп. Retrato de familia) — картина фламандського живописця Адріана Томаса Кея. Створена у 1583 році. Зберігається у Музеї Прадо в Мадриді (інв. ном. P7614).

## Опис
Цей твір Кея — одна з найцікавіших фламандських картин складного 16 століття. В її реалізмі, техніці і суворості проглядаються художня традиція Яна ван Ейка і Ганса Мемлінга. Однак осмислення цієї традиції в пластичному відношенні породило сучасний портрет, що задовольняє ідеали бюргерства північної Європи, який подібний в цьому з роботами Антоніса Мора ван Дасхорста. Разом з композицією, включені в живописний простір предмети, мають символічний сенс, годинник нагадує про час, череп — про марність усього мирського, а багато скатертина — про соціальний статус сімейства.
Картина перебувала в колекції д-ра Вільгельма вон Боде (1845—1929); потім у колекціях Гоффмана; Сера Джорджа Леона, Брекнелла; «Крістіз», Лондон; зрештою була придбана музеєм Прадо за рахунок коштів фонду Вільяскуеса у 1992 році.